# Doris kyolis
Doris kyolis is een slakkensoort uit de familie van de Dorididae. De wetenschappelijke naam van de soort werd voor het eerst geldig gepubliceerd in 1967 door Ev. Marcus & Er. Marcus.